# ISO 3166-2:TM
ISO 3166-2:TM è la specifica dello standard ISO 3166-2, parte della norma ISO 3166 dell'Organizzazione internazionale per la normazione (ISO), che definisce i codici per i nomi delle principali suddivisioni del Turkmenistan (il cui codice ISO 3166-1 alpha-2 è TM).
Attualmente i codici coprono le 5 province e la capitale. Iniziano con la sigla TM-, seguita da una lettera.

## Codici attuali
I codici e i nomi sono elencati nell'ordine standard ufficiale pubblicato dalla ISO 3166 Maintenance Agency (ISO 3166/MA).
| Codice | Suddivisione | Tipo           |
| ------ | ------------ | -------------- |
| TM-S   | Aşgabat      | città autonoma |
| TM-A   | Ahal         | provincia      |
| TM-B   | Balkan       | provincia      |
| TM-D   | Daşoguz      | provincia      |
| TM-L   | Lebap        | provincia      |
| TM-M   | Mary         | provincia      |

## Cambiamenti
I seguenti cambiamenti alla norma sono stati annunciati nella newsletter ISO 3166/MA sin dalla prima pubblicazione della ISO 3166-2 nel 1998:
| Newsletter                                           | Data di pubblicazione | Descrizione del cambiamento                   |
| ---------------------------------------------------- | --------------------- | --------------------------------------------- |
| I-4 Archiviato il 6 giugno 2011 in Internet Archive. | 2002-12-10            | Correzione ortografica. Correzione del titolo |